# Carole Lombard
Carole Lombard (født Jane Alice Peters; 6. oktober 1908 i Fort Wayne, Indiana, død 16. januar 1942 ved Mount Potosi, Nevada) var en amerikansk filmskuespiller.
Hun debuterede som tolvårig i 1921 og spillede fra slutningen af 1920'erne konventionelle roller i en række film, indtil rollen i Howard Hawks' komedie Den store scene (Twentieth Century, 1934) lancerede hende som en førende komiker. Hun medvirkede i film som Godfrey ordner alt (My Man Godfrey, 1936) og En pige på sjov (Nothing Sacred, 1937) og spillede hovedrollen i Hitchcocks Lige børn leger bedst (Mr. & Mrs. Smith, 1941). Hun spillede en lidt mindre rolle i At være eller ikke være (To Be or Not to Be, 1942) i instruktion af Ernst Lubitsch, men var så stor en stjerne, at hun kom øverst på filmens plakat. Filmen var i samtiden ikke en specielt stor succes, men Lombards spil blev generelt rost. Hun var gift to gange: med William Powell 1931-1933 og med Clark Gable fra 1939, til hun omkom i en flyulykke i 1942.